# مارليالنا
مَرليانة أو مارليانا هي بلدية في مقاطعة بيستويا في منطقة توسكانا الإيطالية، وتقع على بعد حوالي 40 كيلومتر (25 ميل) شمال غرب فلورنسا وحوالي 12 كيلومتر (7 ميل) غرب بستويا.
كنيسة القديس نيكولاس، المعروفة منذ عام 1373م، تضم تمثالين صغيرين منسوبين إلى بينيديتو بوجليوني.
تقع Marliana على حدود البلديات التالية: Massa e Cozzile، و Montecatini Terme، و بِسكية، و بستويا، و San Marcello Piteglio، و Serravalle Pistoiese.